# Kacper rietz
Jeden z użytkowników Wikipedii oznaczył tę stronę jako kwalifikującą się do natychmiastowego skasowania.
W najbliższym czasie administratorzy Wikipedii zweryfikują to zgłoszenie.
Jeśli nie zgadzasz się z oceną wikipedysty, wypowiedz się na stronie dyskusji. Autorów prosimy o zapoznanie się z informacjami o najczęstszych powodach usuwania artykułów.
Uzasadnienie: wygłupy, patrz: czym Wikipedia nie jest
Administratorze! Pamiętaj, żeby przed skasowaniem artykułu sprawdzić linkujące, dyskusję i historię zmian (ostatnia zmiana wykonana przez Halfbricking).
Kacper to bardzo nie tuzinkowy człekokształtny bojler na wzór beczkowozu za którego kółkiem siedzi Aniela czyli jego przeciwieństwo.
Kacper ma przeciętną wartość iq w swojej mózgoczaszce wynoszący 21.37iq dlatego udało mu się zebrać 1.11 subów a głównym tematem jego kanału są memy o papaju i onnim samym bez choćby 1 z tych rzeczy Kacper Rajtuz by nie powstał.
Dlatego nie naśladujcie Rajtuza bo grozi to porażeniem mózgoczaszki jak w mim przypadku.
.polecam bo tak.
https://www.youtube.com/@KacperRietz